# Minicia kirghizica
Minicia kirghizica är en spindelart som beskrevs av Andrei V. Tanasevitch 1985. Minicia kirghizica ingår i släktet Minicia och familjen täckvävarspindlar. Inga underarter finns listade i Catalogue of Life.